# Núi lửa bùn

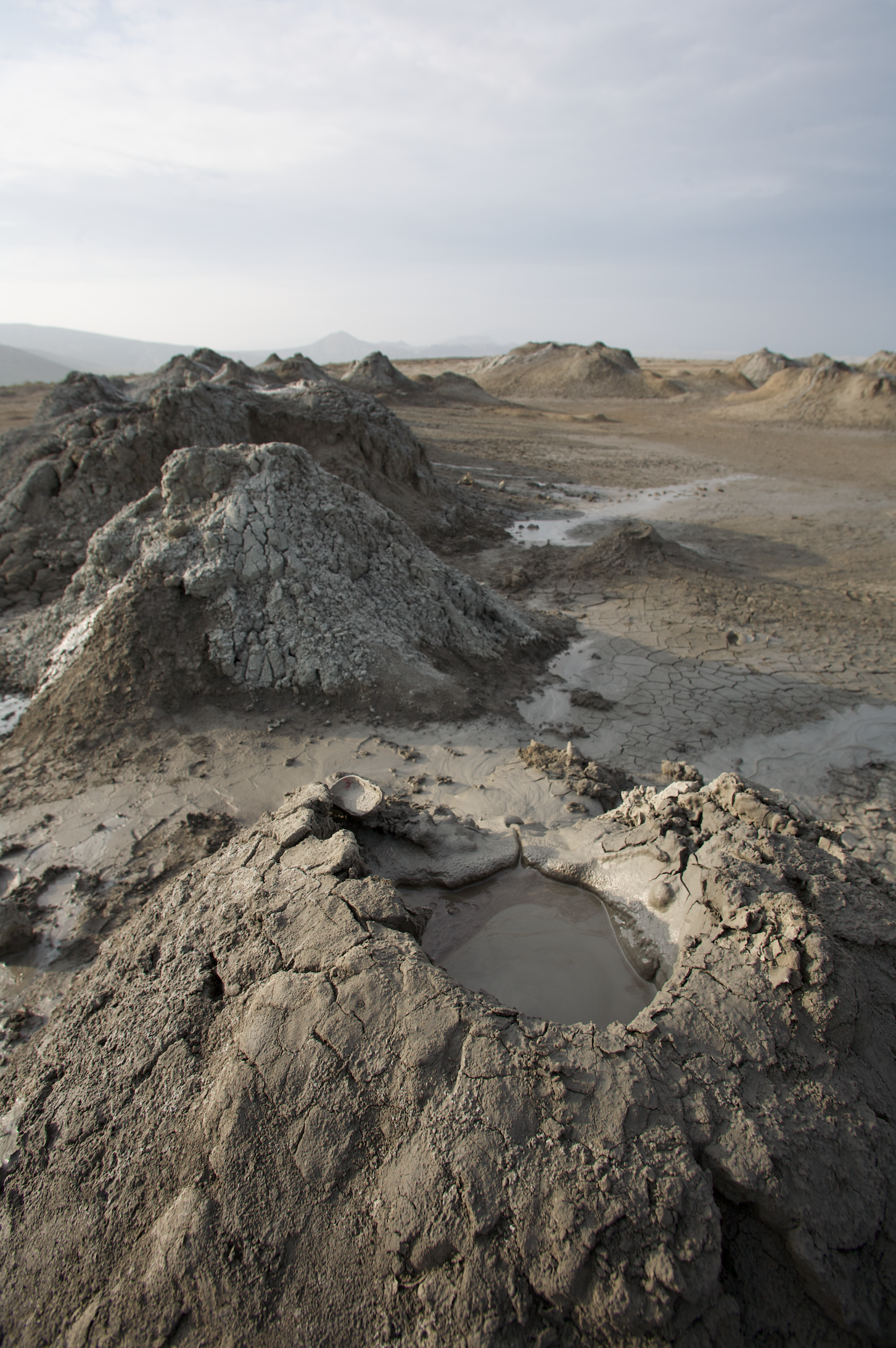
Một nhóm núi lửa bùn ở Gobustan, Azerbaijan

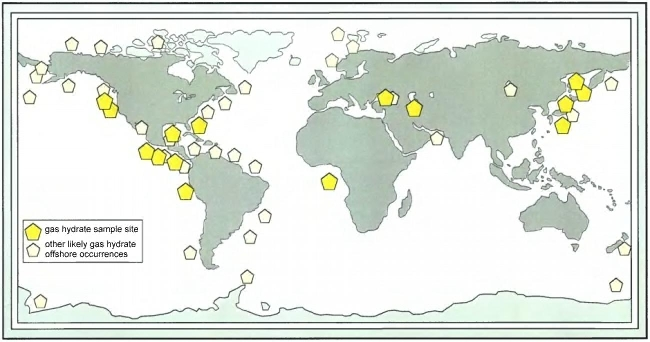
Trầm tích chứa hydrat, thường liên quan đến hoạt động núi lửa bùn. Nguồn: USGS, 1996.

Núi lửa bùn hoặc "mái vòm bùn" là một địa hình được hình thành bởi sự phun trào của bùn hoặc vật chất dạng "bột nhão", nước và khí gas. Một số hoạt động địa chất dẫn đến sự hình thành núi lửa bùn. Núi lửa bùn không phải loại núi lửa thông thường vì chúng không phun trào ra dung nham và không thúc đẩy bởi hoạt động magma. Bên trong chúng liên tục phun ra một chất giống như bùn, vì vậy được gọi là "núi lửa bùn". Núi lửa bùn có thể có kích thước từ loại chỉ cao 1 đến 2 mét và rộng 1 đến 2 mét, đến những ngọn cao đến 700 mét và rộng 10 km. Kích thước nhỏ hơn đôi khi được gọi là chậu bùn.
Bùn do núi lửa bùn tạo ra hầu hết được hình thành dưới dạng nước nóng, được làm nóng ở độ sâu bên dưới bề mặt Trái đất, bắt đầu hòa trộn với các trầm tích khoáng vật dưới mặt đất, từ đó tạo ra chất rò rỉ bùn bột nhão. Vật chất này sau đó phun trào lên trên thông qua một đường đứt gãy địa chất hoặc khe nứt bị mất cân bằng áp suất ngầm cục bộ. Núi lửa bùn được liên kết với các khu vực hút chìm và khoảng 1100 ngọn đã được xác định ở bên trong đất liền hoặc vùng biển nông gần với đất liền. Nhiệt độ của các ngọn núi lửa bùn hoạt động khá ổn định, thấp hơn nhiều so với nhiệt độ điển hình của các núi lửa hỏa sinh thông thường. Nhiệt độ núi lửa bùn có thể dao động từ gần 100 °C (212 °F) đến khoảng 2 °C (36 °F), một số được con người sử dụng làm "phòng tắm bùn".
Khoảng 86% lượng khí thoát ra từ các ngọn núi này là khí mê tan, lượng khí cacbon dioxide và nitơ thải ra ít hơn nhiều. Vật chất bị đẩy ra thường là một hỗn hợp chất rắn mịn lơ lửng trong nước, chứa hỗn hợp muối, axit và các hydrocarbon khác nhau.
Các núi lửa bùn cũng đã được tìm thấy trên Sao Hỏa.

## Mô tả chi tiết
Một ngọn núi lửa bùn có thể là kết quả của một cấu trúc xuyên qua tạo ra từ một diapir bùn áp lực chọc thủng bề mặt đáy đại dương hoặc mặt đất. Nhiệt độ của chúng có thể thấp đến mức đóng băng của các vật liệu bị đẩy ra, đặc biệt khi thông hơi gắn với sự tạo ra các trầm tích hydrat clathrat hydrocarbon. Núi lửa bùn thường gắn với các trầm tích dầu mỏ và khu vực hút chìm kiến tạo cùng các vành đai kiến tạo sơn; chúng thường phun trào khí hydrocarbon. Chúng cũng thường gắn với núi lửa dung nham; trong trường hợp như vậy, núi lửa bùn phun trào ra các khí không cháy bao gồm cả heli, trong khi các núi lửa bùn đơn độc phun ra khí mê tan.
Khoảng 1.100 núi lửa bùn đã được xác định trên đất liền và trong vùng nước nông. Người ta ước tính rằng hơn 10.000 ngọn núi lửa bùn có thể tồn tại ở các dốc lục địa và đồng bằng biển thẳm.

### Đặc điểm
- Gryphon: hình nón dốc đứng khoảng 3 mét, phun ra bùn.
- Nón bùn: hình nón cao hơn 10 mét, đùn ra các mảnh bùn và đá.
- Nón Scoria: hình nón được hình thành bằng cách đốt nóng các lớp bùn trong đám cháy.
- Salse: hồ nước thấm khí.
- Suối bùn: dòng chảy nhỏ hơn 0,5 mét.

### Phun
Hầu hết các vật chất lỏng và rắn được giải phóng trong các vụ phun trào, nhưng hoạt động rò rỉ diễn ra trong thời gian núi lửa bùn ngủ.
Chú thích: Các ước tính đầu tiên về phun trào núi lửa bùn đã được thực hiện (1 Tg = 1 triệu tấn).
- 2002: L. I. Dimitrov ước tính rằng 10,2–12,6 Tg/năm lượng khí mêtan được giải phóng từ các núi lửa bùn ngoài khơi và vùng biển nông.
- 2002: Etiope và Klusman ước tính ít nhất 1–2 và có thể 10–20 Tg/năm lượng khí metan phun ra từ các núi lửa bùn trên bờ.
- 2003: Etiope, trong một ước tính dựa trên nghiên cứu 120 núi lửa bùn: "Kết quả phun trào được bảo toàn trong khoảng từ 5 - 9 Tg/năm, tức là 3–6% nguồn khí mêtan tự nhiên được xem xét chính thức trong nguồn khí metan của khí quyển. Tổng cộng, bao gồm MV (nghiên cứu này), rò rỉ từ đáy biển (Kvenvolden và cộng sự, 2001), rò rỉ nhỏ trong các khu vực hydrocarbon và các nguồn địa nhiệt (Etiope và Klusman, 2002), sẽ lên tới 35–45 Tg/năm."[6]
- 2003: phân tích của Milkov và cộng sự cho thấy thông lượng khí gas toàn cầu có thể lên tới 33 Tg/năm (15,9 Tg/năm trong thời gian hoạt động cộng với 17,1 Tg/năm trong các vụ phun trào). Sáu teragam mỗi năm của khí nhà kính là từ các núi lửa bùn ngoài khơi và vùng biển nông. Vùng biển nước sâu có thể phun ra 27 Tg/năm. Tổng số có thể là 9% của CH4 mất tích trong nguồn CH4 của khí quyển, và 12% trong thời kỳ tiền Công nghiệp.[7]
- 2003: Alexei Milkov ước tính khoảng 30,5 Tg/năm khí (chủ yếu là metan và CO2) có thể thoát ra từ núi lửa bùn vào khí quyển và đại dương.[8]
- 2003: Achim J. Kopf ước tính 1,97×1011 đến 1,23×1014 m³ khí mêtan được giải phóng bởi tất cả các núi lửa bùn mỗi năm, trong đó 4,66×107 đến 3,28×1011 m³ là từ núi lửa bùn bề mặt.[9] Điều đó chuyển đổi 141–88.000 Tg/năm từ tất cả các núi lửa bùn, trong đó 0,033–235 Tg là từ các núi lửa bề mặt.

## Vị trí

### Châu Âu

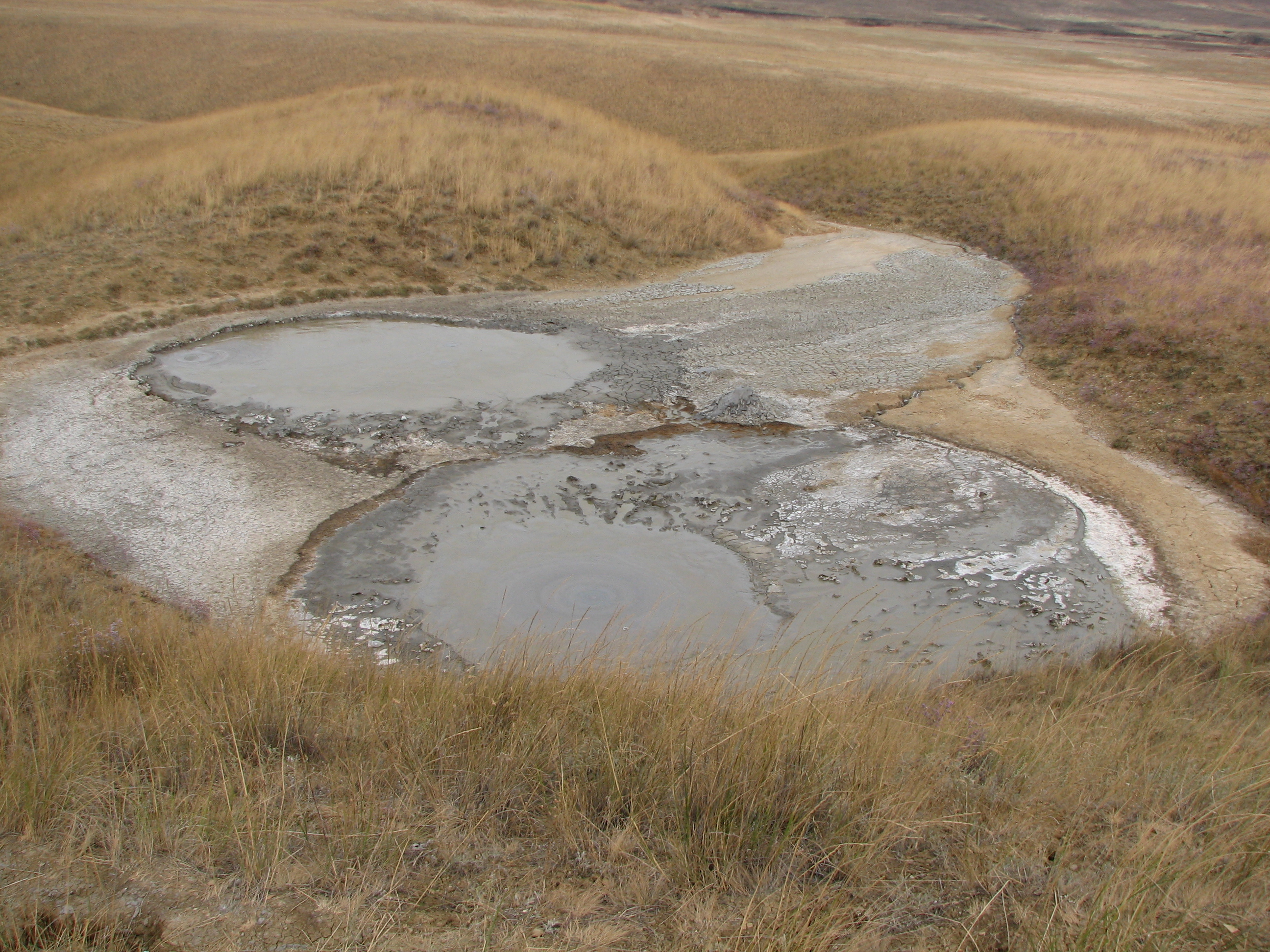
Hai ngọn núi lửa bùn ở bán đảo Taman gần Taman Stanitsa, Nga

Có hàng chục núi lửa bùn nằm trên Bán đảo Taman của Nga và Bán đảo Kerch của Crimea, cùng với phần phía tây nam của Bulgaria gần Rupite. Ở Ý, chúng phân bố ở miền bắc của dãy Apennines và đảo Sicily. Vào ngày 24 tháng 8 năm 2013, một ngọn núi lửa bùn đã xuất hiện ở trung tâm của vòng xoay Coccia di Morto ở Fiumicino gần Rome.
Các núi lửa bùn có thể được tìm thấy trong Các núi lửa bùn Berca gần Berca ở huyện Buzău, Romania, gần dãy núi Karpat.

### Châu Á

#### Indonesia
Núi lửa bùn là một hoạt động địa chất phổ biến ở Indonesia với hàng chục ngọn có mặt trên bờ và ngoài khơi.
Vụ phun trào bùn Lusi của Indonesia thường (sai) được mô tả là một núi lửa bùn. Thật ra, Lusi chỉ là một hệ thống thủy nhiệt lưu trữ trầm tích kết nối với núi lửa Arjuno Welirang lân cận.
Một trận động đất tại tiểu khu Porong của tỉnh Đông Java, Indonesia có thể đã dẫn đến dòng chảy bùn Sidoarjo vào ngày 29 tháng 5 năm 2006 Bùn bao phủ khoảng 440 ha, 1.087 mẫu Anh (4,40 km2) (2.73 mi2) và làm ngập bốn ngôi làng, nhà cửa, đường sá, ruộng lúa và nhà máy, giết chết 14 người và khiến 24.000 người khác phải di dời. Theo các nhà địa chất học đang theo dõi Lusi và khu vực xung quanh, hệ thống này đang bắt đầu có dấu hiệu sụp đổ nghiêm trọng. Dự báo khu vực này có thể làm chùng lỗ thông hơi và khu vực xung quanh lên tới 150 mét (490 ft) trong thập kỷ tới. Vào tháng 3 năm 2008, các nhà khoa học đã quan sát thấy những hố nước dài tới 3 mét (9,8 ft) sau một đêm. Hầu hết sụt lún ở khu vực xung quanh núi lửa là diễn ra chậm hơn, vào khoảng 1 milimét (0,039 in) mỗi ngày. Một nghiên cứu của một nhóm các nhà khoa học địa lý Indonesia do Bambang Istadi dẫn đầu đã dự đoán khu vực bị ảnh hưởng bởi dòng chảy bùn trong khoảng thời gian mười năm. Các nghiên cứu gần đây hơn được thực hiện vào năm 2011 dự đoán rằng bùn sẽ tiếp tục chảy trong 20 năm nữa, thậm chí lâu hơn.
Ở Suoh caldera thuộc Lampung, hàng chục nón bùn và hố bùn khác nhau về nhiệt độ đã được tìm thấy.

#### Trung Á
Nhiều núi lửa bùn hoạt động trên khu vực ven bờ Biển Đen và Biển Caspi. Các lực kiến tạo và lắng đọng trầm tích lớn xung quanh đã tạo ra một số trường núi lửa bùn, nhiều ngọn trong số chúng phun ra khí mêtan và hydrocarbon. Các ngọn cao hơn 200 mét (656 ft) hoạt động ở Azerbaijan, với những vụ phun trào lớn đôi khi tạo ra ngọn lửa có quy mô tương tự. Có những ngọn núi lửa bùn ở Georgia, chẳng hạn như ở khu vực Akhtala.
Iran và Pakistan sở hữu những ngọn núi lửa bùn trong dãy núi Makran ở phía nam hai nước. Một ngọn núi lửa bùn lớn nằm ở Balochistan, Pakistan. Nó được biết đến với cái tên Baba Chandrakup (nghĩa đen là Cha Moonwell) nằm trên đường đến Hinglaj và là một địa điểm hành hương của đạo Hindu.

#### Azerbaijan

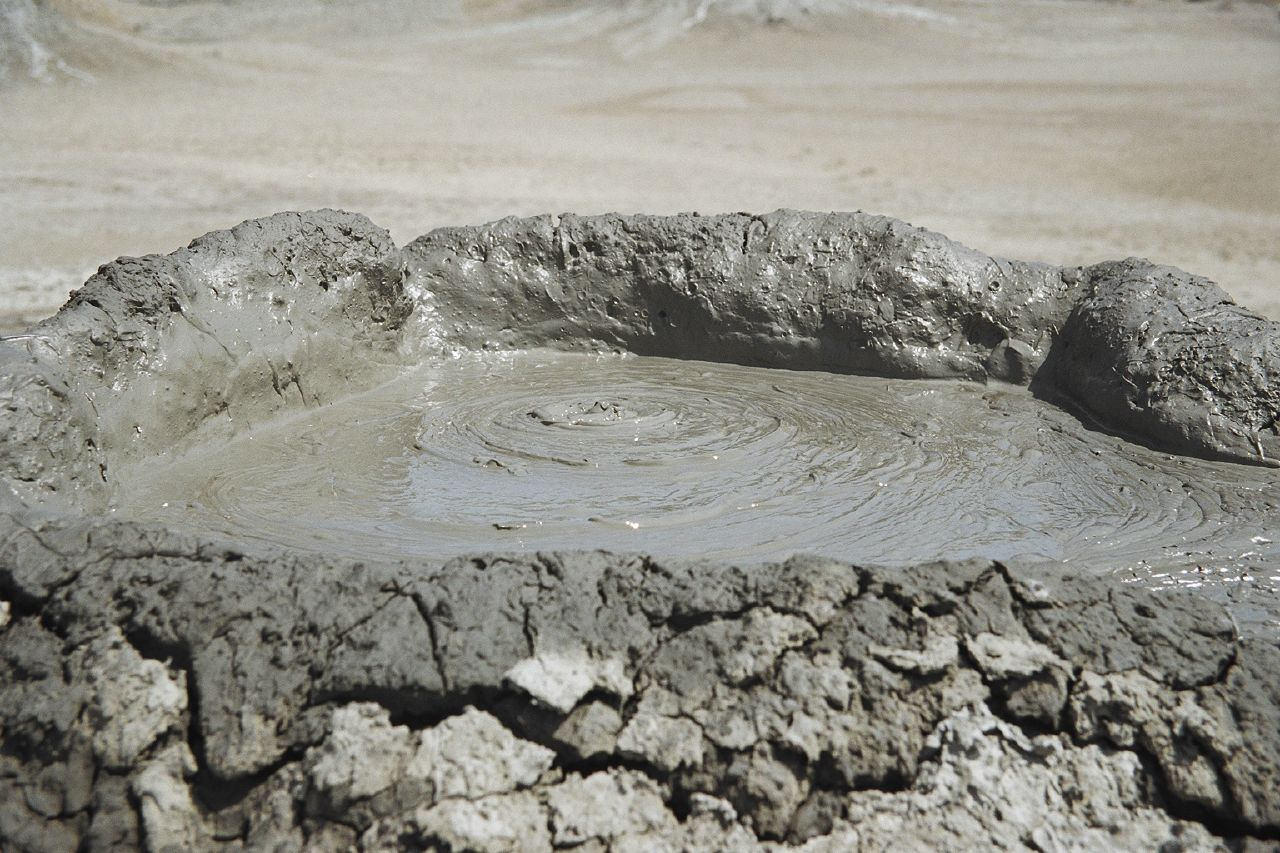
Núi lửa bùn ở Gobustan, Azerbaijan

- Azerbaijan và bờ biển Caspi của nó là nơi có gần 400 ngọn núi lửa bùn, hơn một nửa trong tổng số núi lửa bùn trên khắp các lục địa.[28] Vào năm 2001, một ngọn núi lửa bùn cách Baku 15 kilômét (9 mi) phun ra cột lửa cao 15 mét (49 ft).[29]
- Ở Azerbaijan, các vụ phun trào bắt nguồn từ một hồ chứa bùn sâu được kết nối với bề mặt ngay cả trong thời gian không hoạt động, khi nước thấm qua cho thấy nguồn gốc sâu. Rò rỉ có nhiệt độ thường cao hơn nhiệt độ mặt đất xung quanh 2 °C (3,6 °F) - 3 °C (5,4 °F).[30] Núi lửa bùn Lökbatan từ năm 1998 đã được trình lên UNESCO để có thể trở thành Di sản thế giới, nó nằm trong Danh sách dự kiến.[31]
- Vào năm 2017 CNN Travel đã đưa Vườn quốc gia Gobustan vào danh sách 50 kỳ quan thiên nhiên thế giới.[32]

#### Ấn Độ
Đảo Baratang, một phần của quần đảo Andaman Lớn thuộc quần đảo Andaman, Ấn Độ Dương, có một số địa điểm hoạt động núi lửa bùn.

#### Iran

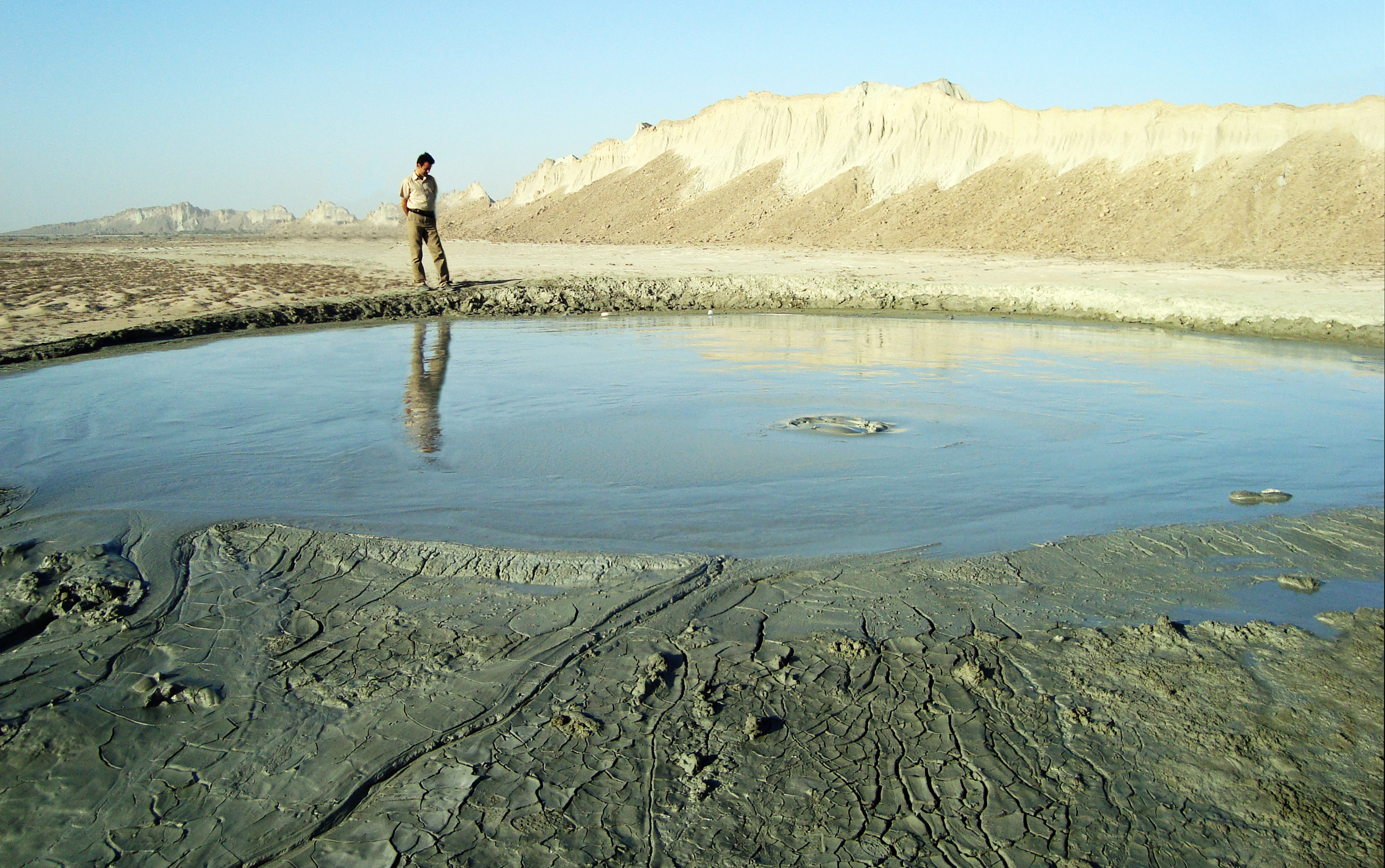
Núi lửa bùn ở tỉnh Hormozgan, miền nam Iran.

Có nhiều núi lửa bùn ở Iran: đặc biệt, tại các tỉnh Golestan, Hormozgan, Sistan và Baluchestan, trong đó có ngọn Pirgel cao nhất Iran.

#### Philippines
Trong Quần đảo Rùa thuộc tỉnh của Tawi-Tawi, rìa tây nam của Philippines giáp Malaysia, có sự hiện diện của những ngọn núi lửa bùn được thể hiện rõ trên ba hòn đảo - Lihiman, Great Bakkungan và một đảo thuộc Quần đảo Boan. Phần đông bắc của đảo Lihiman nổi bật vì có một loại bùn đùn dữ dội hơn trộn lẫn với những tảng đá lớn, tạo ra một miệng hố rộng 20 m (66 ft) trên phần đồi núi của hòn đảo. Những vụ đùn như vậy được báo cáo là đi kèm với động đất nhẹ và bằng chứng về vật chất đùn có thể được tìm thấy trong cây cối xung quanh. Việc ép bùn dưới biển ra khỏi đảo đã được quan sát bởi người dân địa phương.

#### Các địa điểm châu Á khác

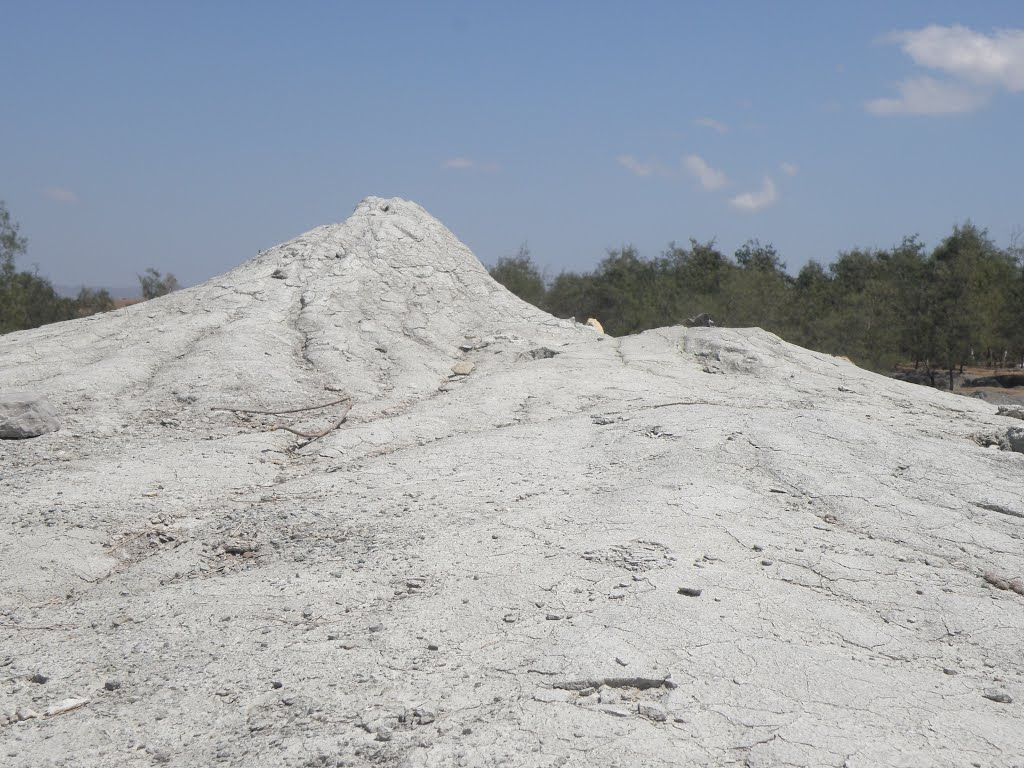
Núi lửa bùn Oesilo, quận Oecusse, Đông Timor

- Trung Quốc có một số núi lửa bùn ở tỉnh Tân Cương.
- Có các ngọn núi lửa bùn nằm tại thị trấn Trin Buu, phân khu Magway ở Myanmar (Miến Điện).
- Có hai núi lửa bùn đang hoạt động và một số không hoạt động ở Nam Đài Loan. Núi lửa bùn Wushan nằm ở quận Yanchao của thành phố Cao Hùng. Có những ngọn núi lửa bùn đang hoạt động ở thị trấn Wandan của huyện Pingtung.
- Có các ngọn núi lửa bùn trên đảo Pulau Tiga, ngoài khơi bờ biển phía tây của bang Sabah của Malaysia nằm trên đảo Borneo.
- Núi lửa bùn Meritam, được người dân địa phương gọi là 'lumpur bebuak', nằm cách Limbang, Sarawak, Malaysia khoảng 35 km là một điểm thu hút khách du lịch.[36]

Một tai nạn khoan ngoài khơi Brunei trên đảo Borneo năm 1979 đã khiến một ngọn núi lửa bùn mất 20 giếng cứu trợ và gần 30 năm phải dừng lại việc thăm dò dầu khí.
Các núi lửa bùn đang hoạt động xảy ra ở Oesilo (Quận Oecusse, Đông Timor). Một ngọn núi lửa bùn ở Bibiluto (quận Viqueque) đã phun trào từ năm 1856 đến 1879.

### Bắc Mỹ

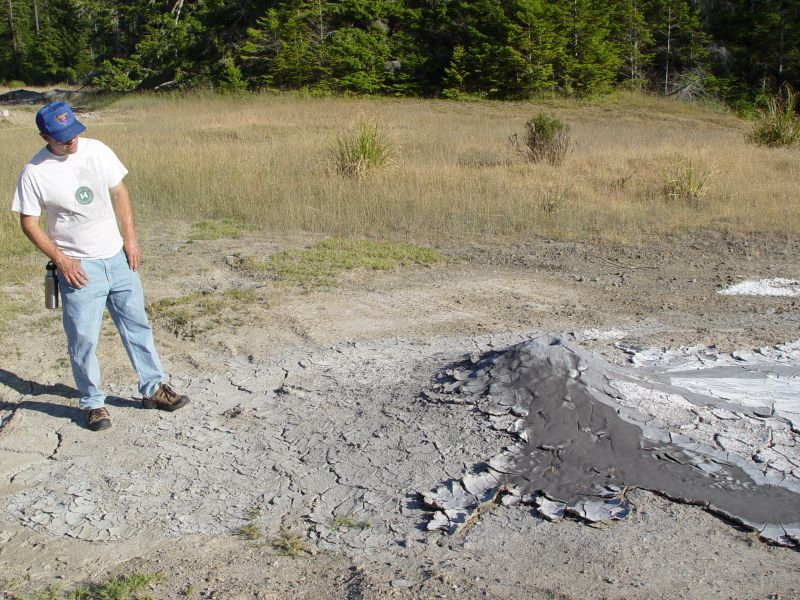
Một miệng núi lửa bùn ở Bắc California, và quy mô của nó.

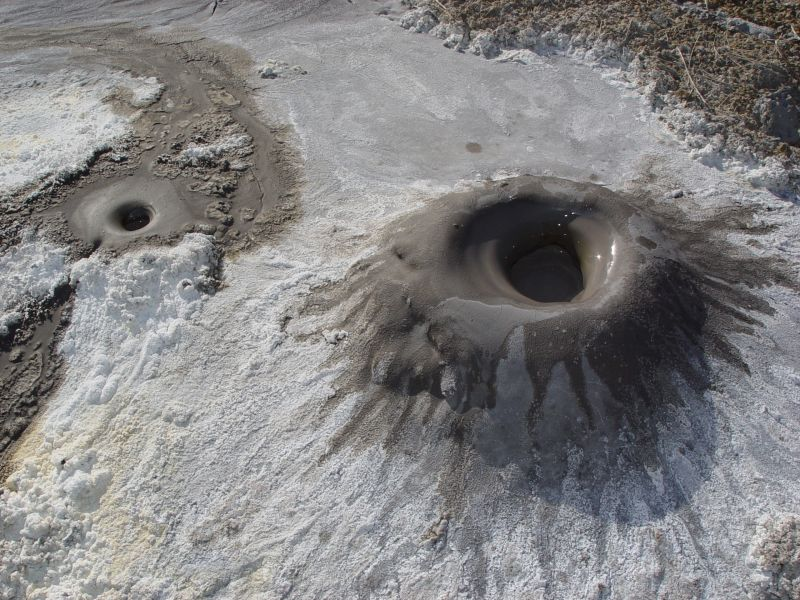
Một miệng núi lửa bùn lạnh ở Glenblair, California.

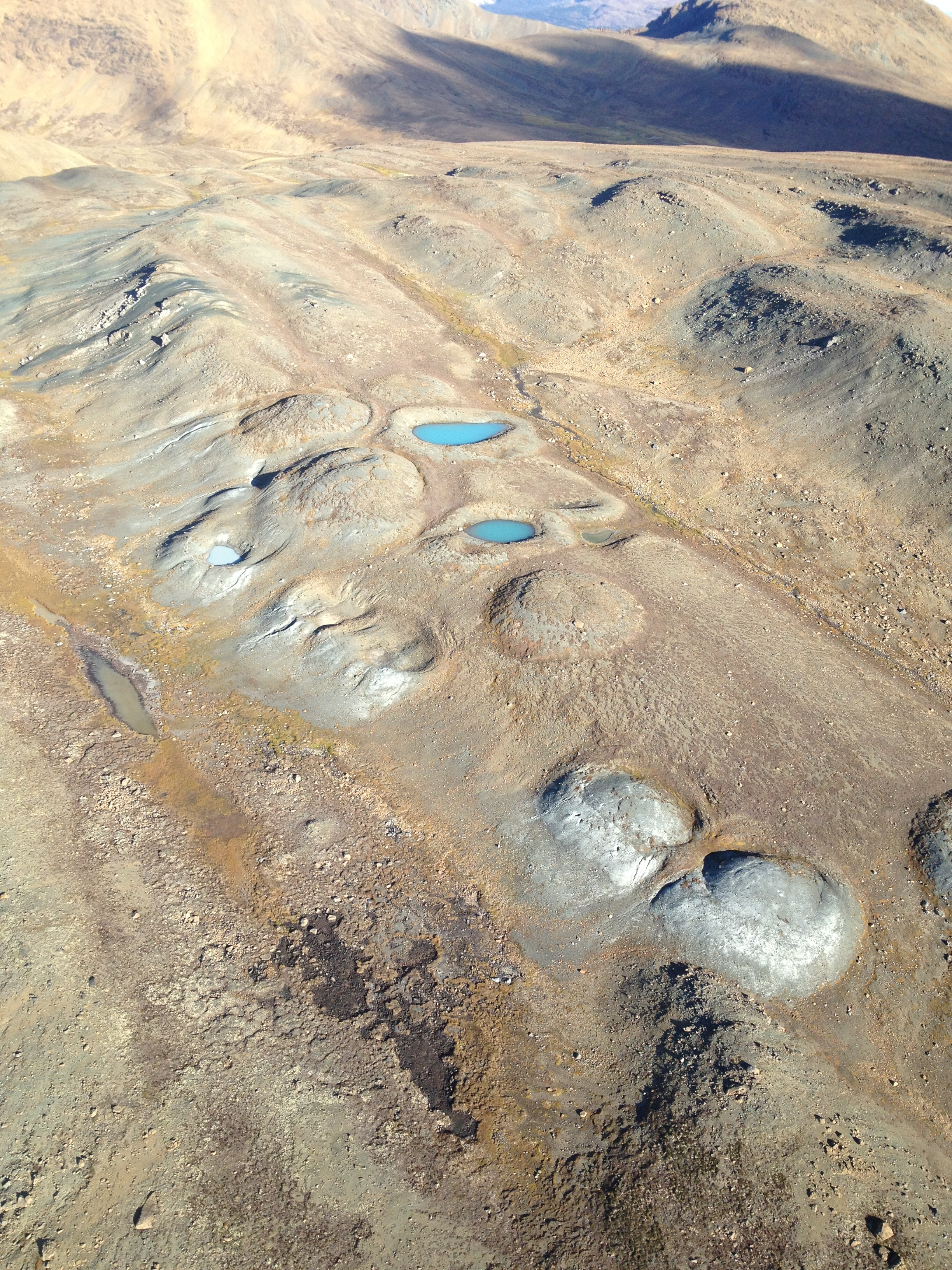
Ảnh chụp từ trên cao của núi lửa bùn trên cao nguyên Nahlin, British Columbia. Về quy mô, mỗi ngọn núi lửa có đường kính khoảng 20 m.

Núi lửa bùn ở lục địa Bắc Mỹ bao gồm:
- Một cánh đồng núi lửa bùn lạnh cỡ nhỏ (<2 mét (6,6 ft)) được kiểm soát nằm ở Bờ biển Mendocino của California, gần Glenblair và Fort Bragg, California. Đất sét hạt mịn đôi khi được thu hoạch bởi thợ gốm địa phương.[38]
- Núi lửa bùn Shrub và Núi lửa bùn Klawasi trong lưu vực sông Copper bên dãy núi Wrangell, Alaska. Khí thải chủ yếu là CO2 và nitơ; các núi lửa được liên kết với hoạt động magma.
- Một ngọn núi lửa bùn không tên cao 30 mét (98 ft) với đỉnh rộng khoảng 100 mét (328 ft), cách bờ biển Redondo, California 24 km (15 dặm) và nằm dưới độ sâu 800 mét (2.620 ft) của Thái Bình Dương.

Một cánh đồng núi lửa bùn nhỏ (<3 mét (9,8 ft)) ở khu vực địa nhiệt biển Salton gần thị trấn Niland, California. Phát thải chủ yếu là CO2. Một trong số đó, được gọi là Niland Geyser, không ngừng hoạt động thất thường.
- Núi lửa bùn Smooth Ridge nằm ở độ sâu 1.000 mét (3.280 ft) dưới nước gần Hẻm núi Monterey, California.
- Núi lửa bùn Kaglulik, nằm ở độ sâu 43 mét (141 ft) dưới đáy Biển Beaufort, gần ranh giới phía bắc của Alaska và Canada. Dầu mỏ được cho là tồn tại trong khu vực này.
- Núi lửa bùn Maquinna, nằm ở vị trí 16–18 kilômét (9,9–11,2 mi) về phía tây đảo Vancouver, British Columbia, Canada.

#### Núi lửa bùn tại Yellowstone"

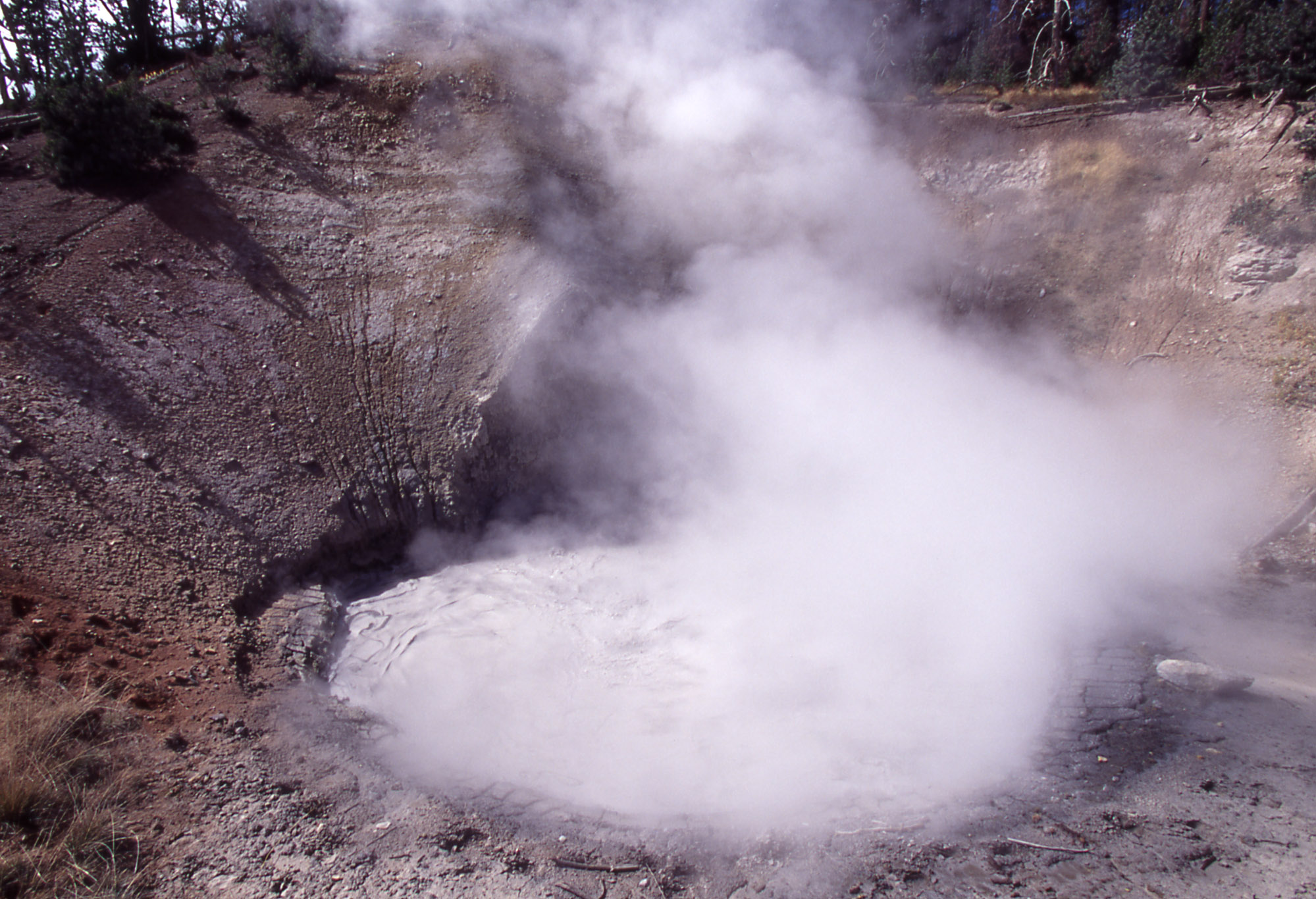
Núi lửa bùn tại Yellowstone

Tên của các ngọn núi mang đặc điểm "Núi lửa bùn" tại Vườn quốc gia Yellowstone và khu vực xung quanh có thể không chính xác; chúng bao gồm các suối nước nóng, chậu bùn và fumaroles, chứ không phải là một ngọn núi lửa bùn thực sự. Tùy thuộc vào định nghĩa chính xác của thuật ngữ núi lửa bùn, sự hình thành Yellowstone có thể được coi là cụm núi lửa bùn thủy nhiệt. Đặc điểm này ít hoạt động hơn nhiều so với mô tả được ghi lại đầu tiên, mặc dù khu vực này khá năng động. Yellowstone là một khu vực địa nhiệt với một khoang magma gần bề mặt, và khí hoạt động chủ yếu là hơi nước, cacbon dioxide và hydro sulfide.
Tuy nhiên, có những núi lửa bùn và mạch nước bùn ở một vài nơi thuộc Yellowstone. Một "nồi bùn tuần hoàn có cơ sở hoạt động theo chiều dọc" đôi khi hoạt động như một mạch nước phun, phun bùn lên cao đến khoảng 10 mét.

### Caribê

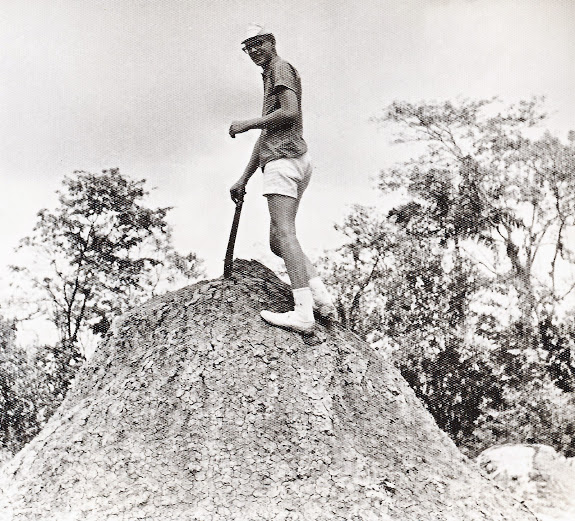
Núi lửa bùn phía nam Trinidad, năm 1967.

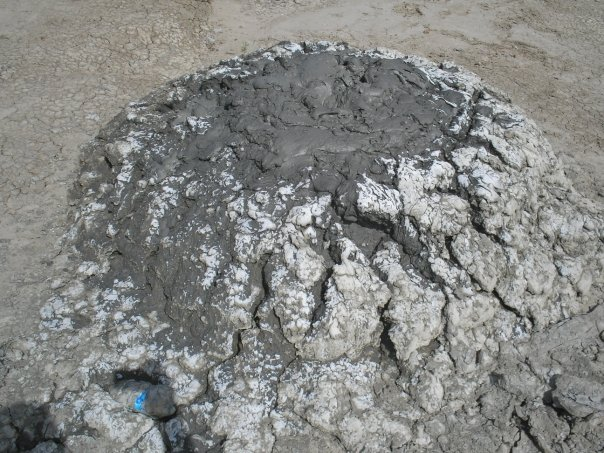
Một ngọn núi lửa bùn ở Trinidad & Tobago.

- Có nhiều núi lửa bùn ở Trinidad và Tobago ở Caribbean, gần khu dự trữ dầu khí ở phía nam đảo Trinidad. Kể từ ngày 15 tháng 8 năm 2007, núi lửa bùn Moruga Bouffle phun trào ra khí metan cho thấy nó đang hoạt động. Có một số núi lửa bùn khác ở các hòn đảo nhiệt đới bao gồm:
- Núi Devils Woodyard gần Trinidad và Tobago.
- Núi Moruga Bouffe gần Moruga.
- Núi Piparo.
- Chatham dưới đáy nước trong kênh Columbus; núi lửa bùn này định kỳ tạo ra một hòn đảo có thời gian tồn tại ngắn.
- Núi lửa bùn Erin Bouffe gần bãi biển Los Iros.
- Núi lửa bùn L'eau Michel ở Bunsee Trace, Penal.
- Một số núi lửa bùn lớn đã được xác định trên khu phức hợp bồi tụ ở ngoài khơi Barbados.[43]

### Nam Mỹ

#### Venezuela

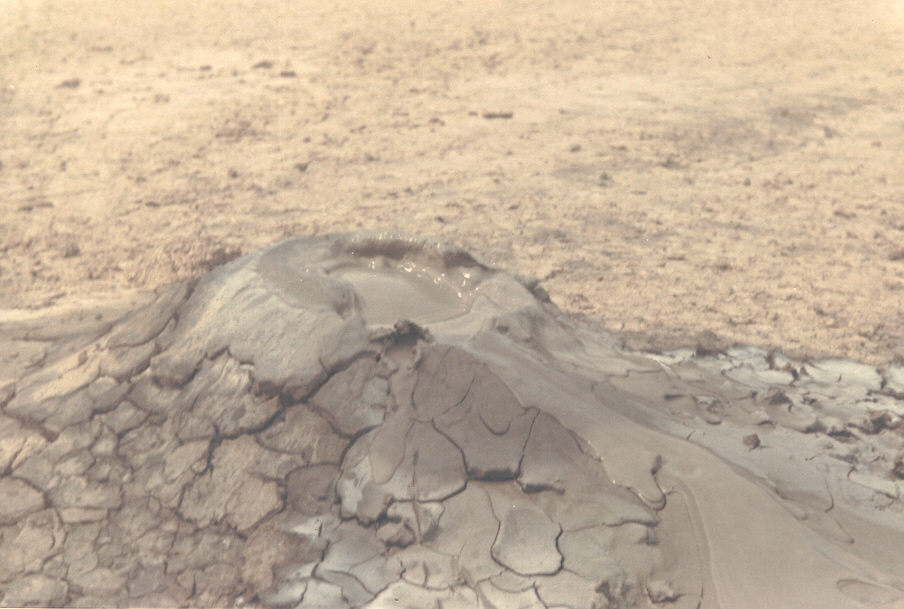
Núi lửa bùn Yagrumito ở Monagas, Venezuela (cách Maturín 6 km).

Phần lãnh thổ phía đông của Venezuela có một số núi lửa bùn (hoặc vòm bùn), tất cả chúng đều có nguồn gốc liên quan đến các mỏ dầu. Bùn cách Maturín 6 kilômét (3,7 mi), chứa nước, khí sinh học, hydrocarbon và một lượng muối đáng kể. Gia súc từ savanna thường tụ tập xung quanh để liếm bùn khô vì hàm lượng muối của nó.

#### Colombia
Núi El Totumo, đánh dấu sự phân chia giữa Bolívar và Atlantico ở Colombia. Núi lửa này cao khoảng 50 foot (15 m) và có thể chứa 10 đến 15 người trong miệng núi lửa; Nhiều khách du lịch và người dân địa phương thường ghé thăm ngọn núi lửa này do những lợi ích dược phẩm của bùn; nó nằm cạnh một cienaga, hay hồ. Núi lửa này đang trong tình trạng tranh chấp pháp lý giữa Bolívar và Atlántico vì giá trị du lịch của nó.